# Mazda CX-3
Mazda CX-3 — компактний кросовер японської компанії Mazda. Світова прем'єра серійного автомобіля відбулася на автосалоні в Лос-Анджелесі в грудні 2014 року.

## Історія

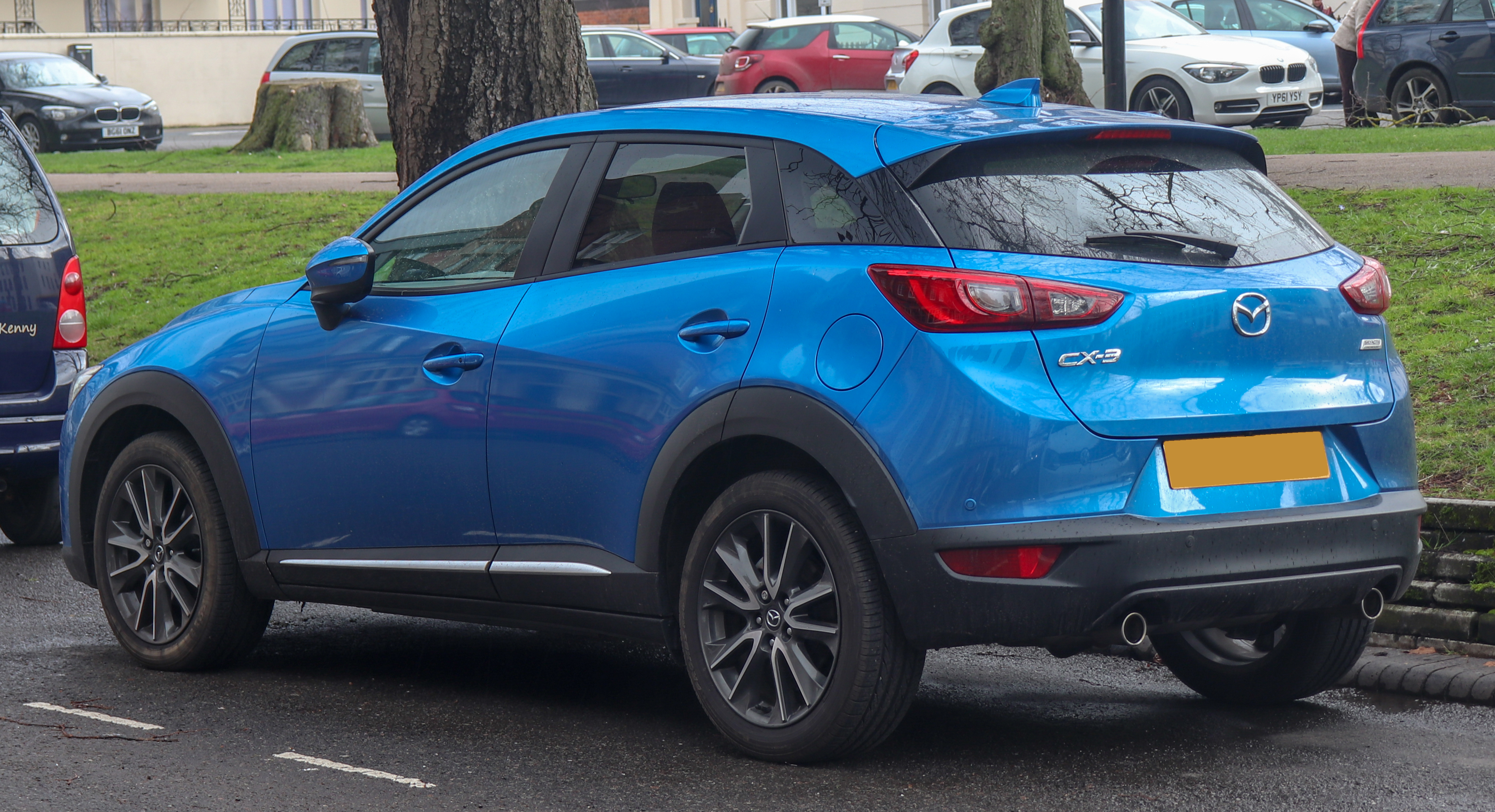
Mazda CX-3

У Європі продажі почалися влітку 2015 року. У США продажі стартували в кінці 2015 року, там CX-3 замінив маленьку Mazda 2.
У січні 2015 року на автосалоні в Токіо, а через два дні в Детройті, був представлений концепт-кар CX-3 Racing Concept. Він відрізнявся від серійної моделі повністю зміненим спортивним виглядом і інтер'єром. Однак в серійний випуск автомобіль в спортивному вигляді поки не вийшов.
У 2016 році автомобіль отримав систему G-Vectoring Control, яка перерозподіляє крутний момент, що подається на передні колеса, в різних фазах руху, нове кермо і нові опції.
У 2018 році на автосалоні в Нью-Йорку був представлений другий рестайлінг автомобіля, який майже одразу з'явився на ринку України. CX-3 отримав нову решітку радіатора, хромовану обробку і нові 18" колісні диски. В інтер'єрі з'явилася нова центральна консоль і нове оформлення передньої панелі, а також нові сидіння. Крім цього, для машини став доступний електронне гальмо стоянки (EPB). Також покращилася шумоізоляція. У США оновлений кросовер пропонується з поліпшеним двигуном SkyActiv-G 2,0 л, у якого поліпшені потужність і крутний момент.

## Опис

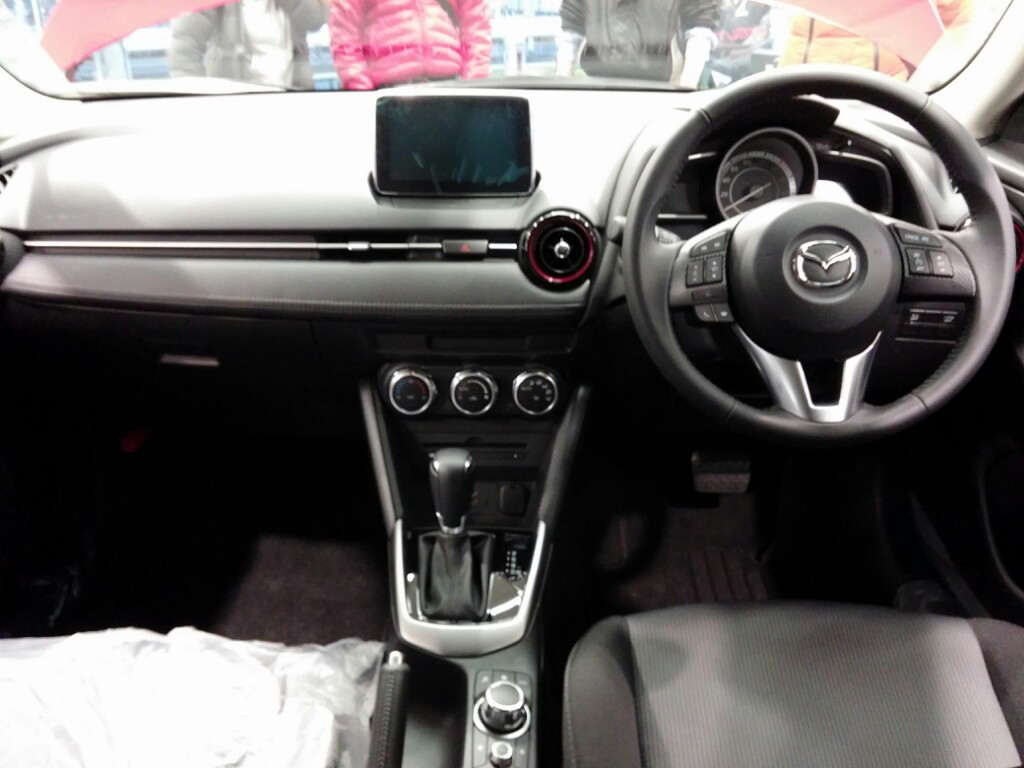
Mazda CX-3

Mazda CX-3 (код кузова DK5) виробляється виключно в Хіросімі, Японія. Кросовер Mazda CX-3 побудований на платформі Mazda 2.
Кросовер побудований в стилістиці KODO-Soul of motion, він є п'ятим автомобілем, побудованим на ній. Автомобіль займає місце між більшим кросовером Mazda CX-5 і мінівеном Mazda 5. Він також використовує технологію двигунів «SkyActiv», яка використовується в п'яти інших моделях автомобілів Mazda.
Автомобіль пропонується з бензиновими двигунами Skyactiv-G 1.3 та Skyactiv-G 2.0 і турбодизелем Skyactiv-D 1.5 потужністю 105 к.с. при 4000 об/хв, крутним моментом 270 Нм при 1600—2500 об/хв. Всі варіанти двигунів мають систему старт-стоп. Автомобіль доступний з переднім або з повним приводом, з шестиступінчастою механічною коробкою передач або шестиступінчастою автоматичною.
В Японії автомобіль представлений в трьох комплектаціях: XD (базова), XD Touring (середня) і XD Touring L Package (топова). В основному вони відрізняються опціями інтер'єру і колісними дисками.
В Україні продається лише дві версії цього кросовера Touring+ та Style+, які розрізнити ззовні майже неможливо. Хіба що діаметри коліс ці версії мають різні: шістнадцять та вісімнадцять відповідно.

## Двигуни
| Модель           | Об'єм    | Потужність              | Крутний момент             | Роки випуску |
| ---------------- | -------- | ----------------------- | -------------------------- | ------------ |
| Бензинові        |          |                         |                            |              |
| 2.0 л Skyactiv-G | 1998 см³ | 120 к.с. при 6000 об/хв | 204 Нм при 2800 об/хв      | 2015-2018    |
| 2.0 л Skyactiv-G | 1998 см³ | 121 к.с. при 6000 об/хв | 206 Нм при 2800 об/хв      | з 2018       |
| 2.0 л Skyactiv-G | 1998 см³ | 150 к.с. при 6000 об/хв | 204 Нм при 2800 об/хв      | 2015-2018    |
| 2.0 л Skyactiv-G | 1998 см³ | 150 к.с. при 6000 об/хв | 206 Нм при 2800 об/хв      | з 2018       |
| Дизельний        |          |                         |                            |              |
| 1.5 л Skyactiv-D | 1497 см³ | 105 к.с. при 4000 об/хв | 270 Нм при 1600—2500 об/хв | 2015-2018    |
| 1.8 л Skyactiv-D | 1758 см³ | 115 к.с. при 4000 об/хв | 270 Нм при 1600—2600 об/хв | з 2018       |

## Безпека
Mazda CX-3 2020 року поставляється з повним набором систем допомоги водієві, який включає адаптивний круїз-контроль, попередження при лобовому зіткненні, виявлення пішоходів, автоматичне екстрене гальмування, попередження про виїзд зі смуги руху, автоматичні фари дальнього світла і адаптивні фари. У стандартну комплектацію входять датчики дощу, проєкційний дисплей, контроль сліпих зон і камера заднього виду.
Mazda CX-3 отримала оновлення функцій безпеки у 2021 році. Відтепер виявлення пішоходів за допомогою технології нічного бачення є стандартним. Також для нового модельного року виробник покращив світлодіодну оптику кросовера.

## Продажі
| Рік  | Австралія | США    | Канада | Європа | Таїланд |
| ---- | --------- | ------ | ------ | ------ | ------- |
| 2015 | 12,656    | 6,406  | 6,861  | 24,232 | 1,321   |
| 2016 | 18,334    | 18,557 | 9,354  | 52,409 | 4,787   |
| 2017 | 17,490    | 16,355 | 10,938 | 53,871 | 3,812   |
| 2018 | 16,293    | 16,899 | 12,445 | 55,548 | 3,536   |
| 2019 | 14,813    | 16,229 | 10,850 |        | 1,971   |